# Christopher Hogwood

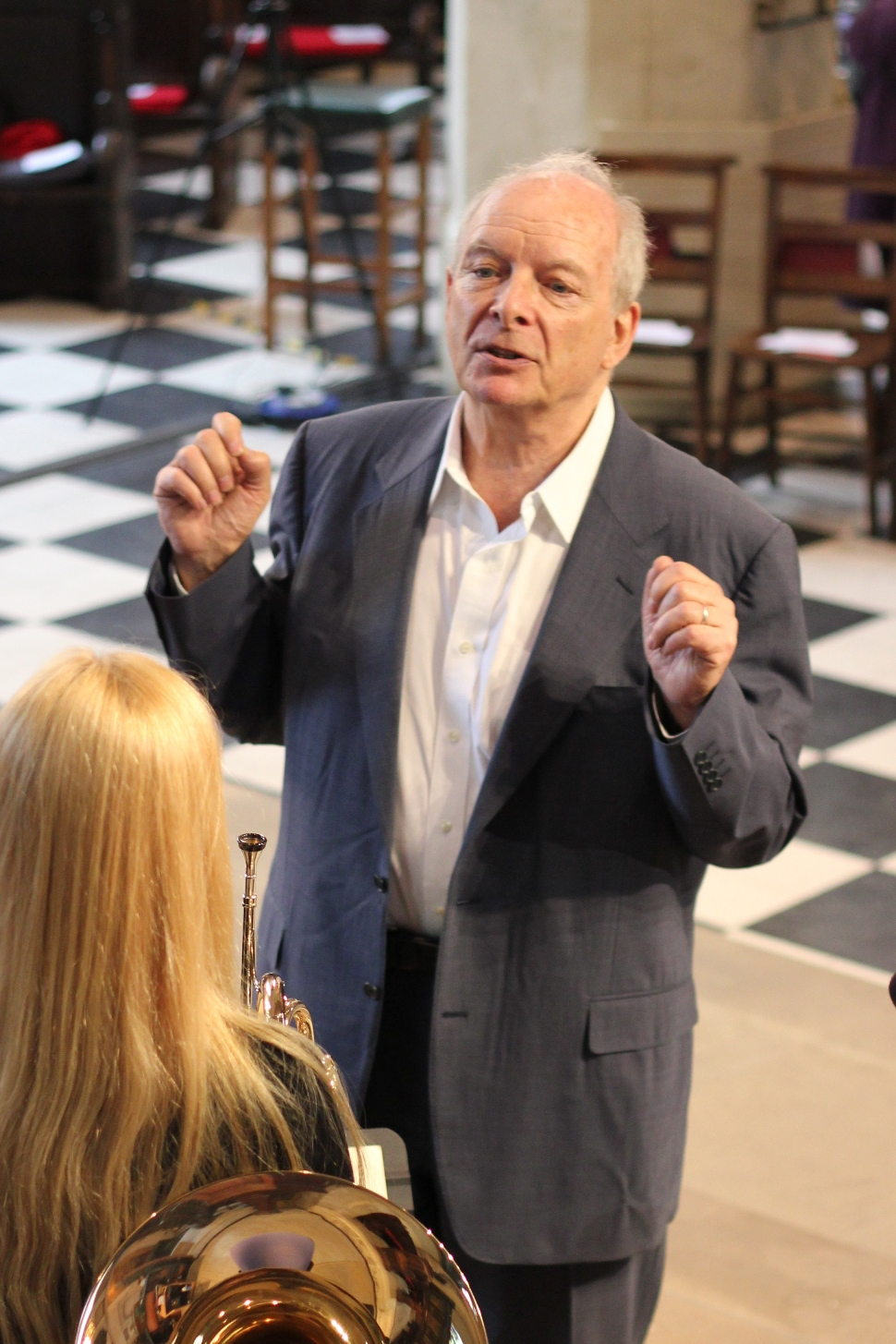
Christopher Hogwood in 2014

Christopher Jarvis Haley Hogwood (Nottingham, 10 september 1941 – Cambridge, 24 september 2014) was een Britse dirigent en klavecinist. Hij was een voorstander van de authentieke uitvoeringspraktijk voor oude muziek.

## Levensloop
Hogwood studeerde van 1952 tot 1960 aan de Nottingham High School, de Skinners' School en de Royal Tunbridge School. Van 1960 tot 1964 studeerde hij muziek en klassieke literatuur aan het Pembroke College van de Universiteit van Cambridge. Vanaf 1961 studeerde hij klavecimbel met Rafael Puyana en Mary Potts.
In 1964-65 studeerde hij verder aan de Karelsuniversiteit in Praag bij Milan Postolka (1932-1993) en vervolgde zijn studies klavecimbel bij Zuzana Ruzickova. In 1968-69 vervolledigde hij zijn studie klavecimbel bij Gustav Leonhardt.
Hij richtte een tweetal ensembles op: samen met David Munrow (1942-1976) het Early Music Consort in 1967 (opgeheven in 1976) en de Academy of Ancient Music, een orkest dat speelt op "historische" instrumenten, in 1973. Met name met het laatstgenoemde orkest maakte hij veel plaat- en cd-opnames en gaf hij wereldwijd uitvoeringen. In 2006 droeg hij de leiding over aan Richard Egarr. Ook trad hij vaak op als gastdirigent.
Daarnaast doceerde Hogwood muziek, met name de "authentieke" uitvoeringspraktijk, onder andere aan de Royal Academy of Music in Londen.
In 1971 nam Hogwood deel aan het internationaal klavecimbelconcours in Brugge, in het kader van het Musica Antiqua Festival en behaalde er een eervolle vermelding. In 1981 was hij tijdens hetzelfde festival jurylid voor het concours zang en barokinstrumenten en in 1983 voor het concours klavecimbel.

## Curriculum
Het professionele curriculum van Hogwood ziet er als volgt uit:
- 1965-76 Continuo klavecimbel bij de Academy of Saint Martin-in-the-Fields, UK
- 1965-76 Stichtend lid van The Early Music Consort of London, UK
- 1970-76 Solo klavecimbelspeler bij de Academy of Saint Martin-in-the-Fields, UK
- 1971-76 Consultant Musicologist bij de Academy of Saint Martin-in-the-Fields, UK
- 1972-82 Auteur en presentator van The Young Idea, BBC Radio 3
- 1973-2006 Stichter en dirigent van the Academy of Ancient Music
- 1976-80 Artistiek directeur van het King's Lynn Festival, UK
- 1983-1997 Uitgever van de serie Music for London Entertainment
- 1986-01 Artistiek directeur van de Haendel and Haydn Society, Boston, USA
- 1986-98 Lid van het Comité voor de uitgave van de werken van Carl Philipp Emanuel Bach Edition
- 1986-90 Honorary Professor of Music, Keele University, UK
- 1987-92 Dirigent van de Saint Paul Chamber Orchestra, USA
- 1988-89 Visiting Artist in Harvard University, USA
- 1989-93 Artistiek adviseur, Australian Chamber Orchestra
- 1991-93 Docent in Mather House, Harvard University, USA
- 1992-98 Voornaamste gastdirigent, The Saint Paul Chamber Orchestra, USA
- 1992-96 Gastprofessor, Department of Music, King's College London, UK
- 1993-97 Bestuurslid van de redactieraad Early Music (Oxford University Press), UK
- 1993-01 Artistiek directeur, Mozart Summer Festival, National Symphony Orchestra, USA
- 1998-02 Geassocieerd directeur van de Beethoven Academie, Antwerpen
- 1999- Voorzitter van het adviescomité voor de uitgave van de volledige werken van Carl Philipp Emanuel Bach
- 2000-2006 Voornaamste gastdirigent van het Kammerorchester Bazel, Zwitserland
- 2001 Kayden Visiting Artist 'Learning From Performers' programme, Harvard University, USA
- 2001-2004 Principal Guest Conductor, Orquesta Ciudad de Granada, Spanje
- 2002 Editorial Board, Early Music Performers (Peacock Press)
- 2002-2008 Honorary Professor of Music, Cambridge University, UK
- 2003-2006 Principal Guest Conductor, Orchestra Sinfonica di Milano Giuseppe Verdi
- 2003- Board of Editors, Bohuslav Martinu Foundation
- 2008- Chairman of Advisory Comité and General Editor, Francesco Geminiani Opera Omnia, Ut Orpheus Edizioni, Bologna

## Erefuncties
- 1985-94 Bestuurslid van de New York Experimental Glass Workshop, USA
- 1990- Lid van het Erecomité van de Haydn Society of Great Britain
- 1991- Erelid van het bestuur, Terezin Chamber Music Foundation, Boston, USA
- 1991-97 Lid van het directiecomité van het Haendel House Association, UK
- 1992- Stichtingsraad, Collegium Musicum, Moscow Chaikovsky Conservatory
- 1992- Erelid van het bestuur van het Southeastern Historical Keyboard Society, USA
- 1992- Lid van de Adviesraad, Early Music America
- 1993-97 Lid van de Adviesraad van de Tenth Van Cliburn International Piano Competition, USA
- 1994- Lid van de Adviesraad, Maryland Haendel Festival, USA
- 1994- Lid van de Adviesraad van de Nederlandse Joseph Haydn Stichting
- 1995-96 Lid van het Erecomité, Festival Internazionale, Autunno Musicale à Como, Italy
- 1996- Lid van de Adviesraad, Music in the Vineyards, Californië, USA
- 1996- Eregeassocieerde van Player Piano Group, UK
- 1997- Lid van het Erecomité, The Haendel House Trust, London, UK
- 1998- Comité voor de Memorial Church, Harvard University, USA
- 1999- Lid van de Adviesraad, Emmanuel Music, Boston, USA
- 1999- Lid van de Senior Common Room, Lowell House, Harvard University, USA
- 1999- Erelid van Schloss Köthen Bach-Akademie, Duitsland
- 2001- Lid van de Adviesraad, Harvard Early Music Society, USA
- 2002- Lid van de Adviesraad, The Temple Music Foundation, London, UK
- 2003-2008 Adviseur bij Eighteenth-Century Music, Cambridge University Press
- 2003-2009 Advisuer bij CHARM (Research Centre for the History and Analysis of Recorded Music)
- 2005- Erelid, Charles Avison Society
- 2005- Lid van de Adviesraad voor Terezin Chamber Music Foundation
- 2007- Bestuurslid Contributeur, The Wranitzky Project
- 2008- Lid van de Adviesraad van de The Haydn Society of North America
- 2008- Lid van het Erecomité, 'Quadrivium' orgelproject, Duitsland
- 2009- Bestuurder van de Music Libraries Trust
- 2009- Lid van de Stuurgroep, AHRC Research Centre for Musical Performance as Creative Practice (CMPCP), Cambridge
- 2010- Bestuurder van de Gerald Coke Heandel Foundation (Independent Council Member)

## Beschermheer en voorzitter
- 1976-00 Honorary Patron, BBC Club Choir, UK
- 1983- President, Saffron Walden & District Music Club, UK
- 1991-95 Patron, Right to Peace and Quiet Campaign, UK
- 1992- Honorary President, Collegium Auctorum (CANOR), Poland
- 1992- Patron, Stradivarium Museum of Music and Sound, Bristol, UK
- 1992- Patron, Cambridge Handel Opera Group, UK
- 1992- Vice-President, Blackheath Concert Halls, London, UK
- 1996- Curatorium, Dresdner Akademie für Alte Musik, Germany
- 1996- Honorary Patron, Hertford College Music Society, Oxford, UK
- 1996- Patron, Benslow Development Appeal, UK
- 1996- President, Early Music Wales
- 1998- Patron, Sydney Classical Music Society, Australia
- 2000- Patron, Euro-Mediterranean Centre for Music, Croatia
- 2000- Patron, The Horniman Museum and Gardens, London, UK
- 2000- President, National Early Music Association (NEMA), UK
- 2000- President, The Handel Institute, UK
- 2003 Vice-President, Nottingham High School Bursary Appeal
- 2004 Patron of Ely Cathedral Music Appeal
- 2005 Member of the comité of patronage for the Prix Rotary for Piano 2005, Switzerland
- 2007 Patron of the Winterthur Barock-Nacht, Switzerland

## Eerbetuigingen
- 1982 Fellow van de Royal Society of Arts
- 1984 Laureaat van de Yorkshire Post Music Book Award
- 1986 Walter Willson Cobbett Medal, Worshipful Company of Musicians
- 1989 Commander of the British Empire (CBE)
- 1989 Honorary Fellow, Jesus College, Cambridge, UK
- 1989 Freeman, Worshipful Company of Musicians
- 1991 Eredoctor, University of Keele, UK
- 1992 Honorary Fellow, Pembroke College, Cambridge, UK
- 1992 Finalist, Giovanni Comisso Prize for Biographies
- 1995 Honorary Member, Royal Academy of Music, London
- 1996 University of California at Los Angeles Award for Artistic Excellence
- 1996 Scotland on Sunday Music Prize, Edinburgh International Festival
- 1997 Incorporated Society of Musicians Distinguished Musician Award
- 1999 Martinu Medal, Bohuslav Martinu Foundation, Prague
- 2001 Haendel and Haydn Society Fellowship named in honour of Christopher Hogwood: The Christopher Hogwood Historically Informed Performance Fellowship
- 2003 Regione Liguria per il suo contributo all'arte e alla filogia della musica
- 2007 Eredoctor, University of Zürich, Switzerland
- 2008 Haendel Prize, City of Halle, Germany
- 2009 Eredoctor, University of Cambridge, UK
- 2010 "Musa" Polimnia, XLV Premio Internazionale "Le Muse", Florence, Italy
- 2010 Artist of the Year, Beijing Music Festival, China

Daarnaast ontving hij vele onderscheidingen voor zijn platenopnamen, onder meer:
- The National Academy of Recording Arts and Sciences (USA),
- de Classical Edison
- de Gramophone Award

## Stilaan afscheid van het beroepsleven
Hogwood bouwde stilaan zijn activiteiten af. In het eerste decennium van de eenentwintigste eeuw zagen die er als volgt uit:
- 1992 Visiting Professor, Royal Academy of Music, Londen
- 2001 Dirigent bij de Haendel and Haydn Society in Boston, USA
- 2006 Emeritus Dirigent van Academy of Ancient Music
- 2008 Emeritus Muziekdocent, University of Cambridge, UK
- 2010 benoemd tot Gresham Professor of Music aan het Gresham College in Londen, UK

Hij bleef anderzijds als gastdirigent optreden met onder meer het
- Orkest van het Bejing Music Festival
- Rundfunk Symfonieorkester, Berlijn
- Symfonieorkest West-Duitse Radio, Keulen
- Orkest van de Opera van Zürich
- Poznan Philharmonic Orchestra
- Hamburg Philharmonic Orchestra

## Discografie
Hogwood heeft met de Academy of Ancient Music meer dan 200 platenopnamen gerealiseerd.